# Dombeya aquifoliopsis
Dombeya aquifoliopsis är en malvaväxtart som beskrevs av Bénédict Pierre Georges Hochreutiner. Dombeya aquifoliopsis ingår i släktet Dombeya och familjen malvaväxter. Inga underarter finns listade i Catalogue of Life.